# دامون وليامز
دامون وليامز (بالإنجليزية: Damon Williams)‏ مواليد 12 ديسمبر 1973 في سياتل، هو لاعب كرة سلة أمريكي. بدأ مسيرته الاحترافية في سنة 1998. يلعب في الدوري الفنلندي لكرة السلة. يحمل الرقم 2. يبلغ طوله 6 قدم 7 بوصة (2.0 م).

## المسيرة الاحترافية
لعب مع نادي تامبيرين بيرينتو لكرة السلة من سنة 1999 إلى 2001، ثم لعب مع إس إس فليتشي سكاندون في الدوري الإيطالي في موسم 2004–2005، ثم لعب مع بييلا لكرة السلة في موسم 2005–2006.

## الإنجازات
- الدوري الفنلندي لكرة السلة (2010–2011، 2014)
- كأس فنلندا لكرة السلة (2013)

## روابط خارجية
- دامون وليامز على موقع كرة السلة الأوروبية.كوم (الإنجليزية)
- دامون وليامز على موقع ريلجم (الإنجليزية)
- دامون وليامز على موقع سبورتس رفرنس (الإنجليزية)